# Травин, Андрей Владимирович
Андре́й Влади́мирович Тра́вин (род. 27 апреля 1979) — казахстанский футболист и тренер, играл на позиции полузащитник. В настоящее время является тренером юношеского состава «Кайрата».

## Карьера
Начинал карьеру в родном «Кайрате». Андрей смог попасть в главную команду в сезоне 1998, в котором он отыграл 4 матча и забил 2 гола. В следующем сезоне Травин сыграл 20 матчей и 1 раз поразил ворота соперника. В 2000 году стал обладателем Кубка Казахстана. Из «Кайрата» перешёл в «Восток». Андрей отыграл 30 матчей и забил 6 мячей. В «Востоке» играл в 2001 и 2008 годах. В столичной команде «Женис» Травин закрепится не смог и отыграл всего 1 сезон.
Следующий клуб в карьере Андрея был клуб «Алма-Ата». Здесь он был капитаном команды. В составе клуба выиграл Кубок Казахстана. Отыграл 5 сезонов. Выходил на поле 104 раза и забил 8 голов. В сезоне 2009 перешёл в талдыкурганский «Жетысу». На юге Казахстана сыграл 16 матчей и ни разу не поразил ворота. Следующим клубом игрока был «Тобол». В Костанай Травин перешёл как опорный полузащитник.

## В сборной
Отыграл 18 матчей за сборную Казахстана.

## Достижения
- Чемпион Казахстана: 2010
- Победитель Первой лиги Казахстана: 2012
- Обладатель Кубка Казахстана: 2000, 2002, 2006